# Intingo
L'Intingo è stata una casa discografica italiana.

## Storia della Intingo
L'Intingo fu fondata nel 1973 da Ricky Gianco, con l'obiettivo di scoprire e lanciare nuovi artisti; per la distribuzione Gianco si affidò alla Dischi Ricordi.
A partire dall'anno successivo Gianco fondò anche l'Ultima Spiaggia, distribuita dall'RCA Italiana, e portò avanti i due progetti parallelamente.
Tra gli artisti che incisero per l'Intingo ricordiamo il Canzoniere del Lazio, Donatello, Gianni Nebbiosi e gli Alberomotore.
L'etichetta chiuse i battenti nel 1978.

## I dischi pubblicati
Per la datazione ci siamo basati sull'etichetta del disco, o sul vinile o, infine, sulla copertina; qualora nessuno di questi elementi avesse una datazione, ci siamo basati sulla numerazione del catalogo; se esistenti, abbiamo riportato oltre all'anno il mese e il giorno (quest'ultimo dato si trova, a volte, stampato sul vinile).

### 33 giri
| Numero di catalogo | Anno | Interprete           | Titoli                                               |
| ------------------ | ---- | -------------------- | ---------------------------------------------------- |
| ITGL 14001         | 1974 | Alberomotore         | Il grande gioco                                      |
| ITGL 14002         | 1974 | Gianni Nebbiosi      | Mentre la gente se crede che vola                    |
| ITGL 14003         | 1974 | Canzoniere del Lazio | Lassa sta' la me creatura                            |
| ITGL 14004         | 1975 | Donatello            | Il tempo degli dei                                   |
| ITGL 14005         | 1975 | Braccio di Ferro     | Braccio di Ferro                                     |
| ITGL 14006         | 1976 | Canzoniere del Lazio | Spirito bono                                         |
| ITGL 14007         | 1976 | Braccio di Ferro     | Quel rissoso, irascibile, carissimo Braccio di Ferro |
| ITLM 14501         | 1978 | Mirabello 3          | Mirabello 3                                          |
| ITLM 14502         | 1977 | Piazza delle Erbe    | Saltaranocchio                                       |
| ITLM 14503         | 1978 | Canzoniere del Lazio | Morra                                                |

### 45 giri
| Numero di catalogo | Anno | Interprete                                       | Titoli                                        |
| ------------------ | ---- | ------------------------------------------------ | --------------------------------------------- |
| ITG 401            | 1975 | Alberomotore                                     | Messico lontano/Mandrake                      |
| ITG 402            | 1975 | Colombini & Salvadori                            | Ragazza dei muri/Il passato se ne va          |
| ITG 403            | 1975 | Braccio di Ferro                                 | Pop pop Popeye/Il mare                        |
| ITG 404            | 1975 | Donatello                                        | Uomo di città/Michelle tu te ne vai           |
| ITG 405            | 1975 | Macondo                                          | Savannah/On the countryi                      |
| ITG 406            | 1976 | Canzoniere del Lazio                             | Ballo in re - Festa/Su ballu                  |
| ITG 407            | 1976 | Canzoniere del Lazio                             | Spirito bono coccodè/Morte di Pulcinella      |
| ITG 408            | 1976 | Braccio di Ferro                                 | Son Braccio di Ferro, yes/Olivia innamorata   |
| ITG 409            | 1976 | Donatello                                        | Un uomo in più/Sogno                          |
| ITG 410            | 1976 | Canzoniere del Lazio                             | Su ballu/Tarantella dei baraccati             |
| ITG 411            | 1976 | Braccio di Ferro                                 | Jingle bells/C'è un orsetto tutto nero        |
| ITG 412            | 1977 | Braccio di Ferro                                 | Brutus/Me, io sono sensibile                  |
| ITG 413            | 1977 | Mirabello 3                                      | La donna di nessuno/Chi porta giù questo cane |
| ITG 414            | 1977 | Soda Soda (sul lato A)/Mumble Group (sul lato B) | Made in Italy/Love devotion divine            |
| ITG 415            | 1978 | Braccio di Ferro                                 | Tutti frutti/Eri piccola così                 |
| ITG 416            | 1978 | Flint, Harpers & Green                           | Kermit/The Muppet show theme                  |